# Luis Herrera Campins

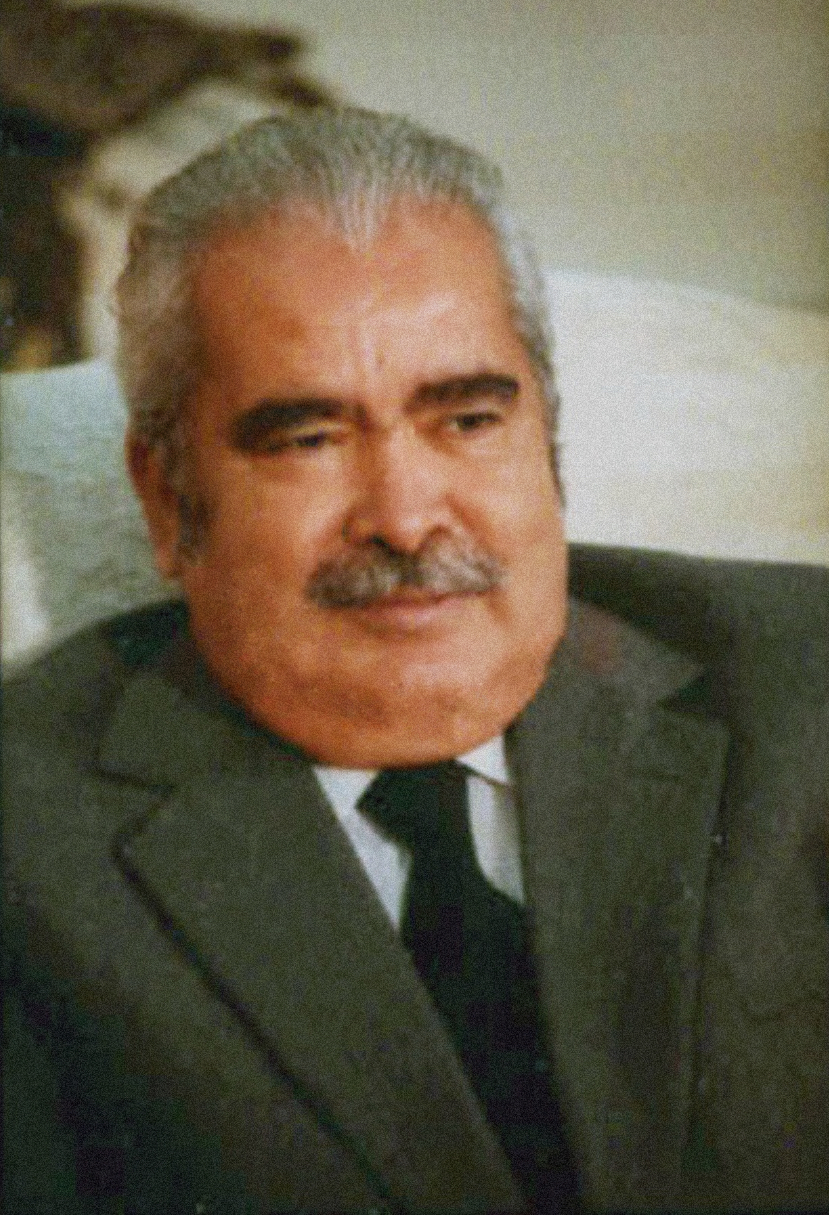
Campins

Luis Antonio Herrera Campins (Acarigua, 4 mei 1925 - Caracas, 9 november 2007) was een christendemocratisch leider en president van Venezuela (1979-1984).
Luis Herrera was afkomstig uit een middenklasse gezin. In 1946 was hij een van de oprichters van de Sociale Christelijke Partij, de COPEI, waarvan hij secretaris-generaal werd. Herrera, een activist, keerde zich tegen de militaire dictatuur van generaal Marcos Pérez Jiménez. In 1952 werd hij gearresteerd en gevangengezet. Later ging hij in ballingschap in Europa. Na de val van de dictatuur in januari 1958 keerde hij naar Venezuela terug.
Bij de presidentsverkiezingen van 1958 steunde hij Rafael Caldera, de voorzitter van de COPEI, die echter niet werd gekozen. In 1959 werd Herrera in de Kamer van Afgevaardigden gekozen. Hij trad op als leider van de linkervleugel van de partij. In 1973 weigerde Caldera de kandidatuur voor het presidentschap van Herrera te steunen. Caldera steunde Lorenzo Fernández, die echter nipt werd verslagen door Carlos Andrés Pérez van de Accion Democrática (AD).
Bij de verkiezingen van 1978 stond Herrera echter wel kandidaat. Hij beloofde uitgebreide hervormingen te zullen doorvoeren. In december 1978 werd hij met een grote meerderheid tot president van Venezuela gekozen. Vroeger een progressief, omringde Herrera Campins zich door conservatieve adviseurs. Zijn eerste drie jaar als president richtte Herrera zich vooral op de Verenigde Staten en trachtte hij de invloed van Cuba op Venezuela te verminderen. In 1983 begon Herrera met een heroriëntatie. De banden met Cuba werden aangehaald en met Panama besprak Herrera plannen voor de oprichting van een nieuwe Unie van Amerikaanse Staten, zonder de VS en mét Cuba. Tijdens Falklandoorlog koos Venezuela de kant van Argentinië. In maart 1983 startte Herrera een 'voedsel voor de gebrekkigen' campagne. Ondanks deze populaire maatregelen weigerde de COPEI om Herrera opnieuw voor het presidentschap te kandideren.
Bij de verkiezingen van december 1983 won Jaime Lusinchi van de AD. COPEI-kandidaat Rafael Caldera leed een nederlaag.